# Храм Константина и Елены (Мангуп)
Церковь Константина и Елены — руины православного храма XV—XVII веков в Крыму, на месте средневекового города Дорос (Мангуп). Расположены в центральной части плато, в верховье оврага Гамам-дере. Однонефная базилика, размерами 7,3 м на 4,5 м; вероятно, была кладбищенской церковью — в церкви и вокруг неё обнаружено 175 захоронений. В настоящее время остатки стен местами сохранились на высоту до 2 м.

Церковь, по мнению историков, была построена в 1427 году: время строительства храма известно из греческой надписи на плите белого мрамора (9¾ вершка (около 43,3 см) высотой, 1 аршин 13,½ вершка (131,1 см) шириной и чуть более 3 вершков толщиной), которая, в русском переводе, гласит 
Построен храм сей с благословенной крепостью, которая ныне зрится, во дни господина Алексея, владетеля Феодоро и поморья и ктитора святых славных, боговенчанных, великих царей равноапостольных Константина и Елены в месяце октябре, индикта шестого, лета 6936
Место и время обнаружения плиты не установлено, предполагается, что она была найдена между 1803 и 1805 годом: впервые была опубликована П. И. Сумароковым, во II томе труда «Досуги крымского судьи, или Второе путешествие в Тавриду», причём А. Л. Бертье-Делагард, говоря о рисунке Сумарокова, утверждал, что путешественник видел её не в стене церкви, а уже снятою, в каком-то другом месте, поскольку с установленной плиты такой подробный рисунок сделать невозможно. По данным И. А. Стемпковского, сообщённым Петром Кеппеном, артефакт находился в Инкермане, откуда был вывезен в имение таврического губернатора А. М. Бороздина. Ф. А. Браун при археологических работах 1890 года обнаружил встроенную в одну из башен мраморную плиту, на которой, после извлечения, оказались остатки греческой надписи, относимой историками к концу XIV — началу XV века и происходящей из храма Константина и Елены. Считается, что Церковь Константина и Елены была последним действующим христианским храмом Мангупа.

Храм был разрушен после падения Мангупа в 1475 году, но, впоследствии восстановлен и действовал до XVII века — польский дипломат Мартин Броневский в 1578 году ещё видел сохранившуюся церковь и оставил об этом соответствующую запись
Теперь остались там только греческая церковь Св. Константина и другая Св. Георгия, совершенно ничтожные
 Церковь отмечена на обоих планах Мангупа, выполненных русскими топографами в 1780-е годы, в числе трёх греческих или христианских церквей, как они обозначены в экспликациях к чертежам. О росписи храма упоминал в 1793 году П. С. Паллас
…можно ещё рассмотреть сохранившиеся иконы святых, писанные красками на стенах, и в одной — прекрасный образ Марии